# Herpis fimbriolata
Herpis fimbriolata är en insektsart som beskrevs av Stsl 1862. Herpis fimbriolata ingår i släktet Herpis och familjen Derbidae. Inga underarter finns listade i Catalogue of Life.